# Ваду-Оїй (Бузеу)
Ваду-Оїй (рум. Vadu Oii) — село у повіті Бузеу в Румунії. Входить до складу комуни Гура-Тегій.
Село розташоване на відстані 125 км на північ від Бухареста, 50 км на північний захід від Бузеу, 121 км на захід від Галаца, 68 км на схід від Брашова.

## Населення
За даними перепису населення 2002 року у селі проживали 69 осіб, усі — румуни. Усі жителі села рідною мовою назвали румунську.